# Exército das Três Garantias
Exército das Três Garantias, Exército Imperial das Três Garantias ou Exército Trigarante (em castelhano Ejército de las Tres Garantías) foi o exército que, na fase final da Guerra da Independência do México, reuniu as tropas espanholas sob comando de Agustín de Iturbide e os insurgentes mexicanos liderados por Vicente Guerrero, antes inimigos.
A criação deste exército foi definida no plano de Iguala e o seu nome deve-se às três garantias que deveria defender: a religião católica como única religião do novo país, independência relativamente à Espanha e união entre as várias facções independentistas.
A partir da sua criação em 24 de Fevereiro de 1821, o Exército Trigarante continuou o combate contra as tropas realistas espanholas, que recusavam aceitar a independência do México, até Agosto de 1821, quando Iturbide e Juan O'Donojú assinaram o Tratado de Córdoba.
Em 29 de Setembro de 1821, o Exército Trigarante entra na Cidade do México. Por esta altura contava com 7 616 soldados de infantaria, 7 755 de cavalaria, 763 artilheiros e 68 canhões.

## O fim do exército
Após o triunfo da Revolução da Independência e a entronização de Iturbide como Imperador do México apoiado pelo Exército Trigarante, esta força armada tornou-se a base do Exército Imperial Mexicano, que mais tarde seria o Exército Nacional Mexicano e como tal cumpriu sua missão. essencial para defender e sustentar a soberania da nova nação armada, especialmente diante das ambições expansionistas de seu vizinho ao norte.

## Generais

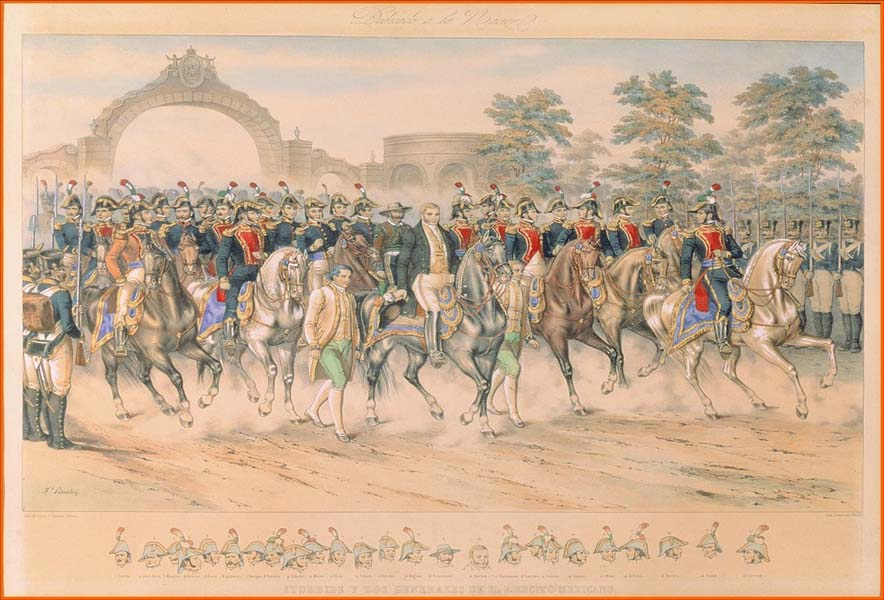
Generais do Exército das Três Garantias (da esquerda para a direita), uma pintura de Ferdinand Bastin.
1.- Toribio Cortina
2.- Antonio López de Santa Anna
3.- Melchor Múzquiz
4.- Guadalupe Victoria
5.- Leonardo Bravo
6.- José Antonio de Echávarri
7.- Miguel Barragán
8.- Vicente Valencia
9.- Ignacio Allende
10.- José Morán y del Villar
11.- Laureano José Terán
12.- Vicente Filisola
13.- Mariano Paredes y Arrillaga
14.- Pedro Celestino Negrete
15.- Agustín de Iturbide
16.- Anastasio Bustamante
17.- Vicente Guerrero
18.- Valentín Canalizo
19.- Juan Aldama y González
20.- Juan José Miñón
21.- Nicolás Bravo
22.- Fray Luis de Herrera
23.- Manuel Rincón
24.- Luis Cortázar Rábago

| 1.- Toribio Cortina             |
| 2.- Antonio López de Santa Anna |
| 3.- Melchor Múzquiz             |
| 4.- Guadalupe Victoria          |
| 5.- Leonardo Bravo              |
| 6.- José Antonio de Echávarri   |

| 7.- Miguel Barragán          |
| 8.- Vicente Valencia         |
| 9.- Ignacio Allende          |
| 10.- José Morán y del Villar |
| 11.- Laureano José Terán     |
| 12.- Vicente Filisola        |

| 13.- Mariano Paredes y Arrillaga |
| 14.- Pedro Celestino Negrete     |
| 15.- Agustín de Iturbide         |
| 16.- Anastasio Bustamante        |
| 17.- Vicente Guerrero            |
| 18.- Valentín Canalizo           |

| 19.- Juan Aldama y González |
| 20.- Juan José Miñón        |
| 21.- Nicolás Bravo          |
| 22.- Fray Luis de Herrera   |
| 23.- Manuel Rincón          |
| 24.- Luis Cortázar Rábago   |